# Powiat mikołowski
Powiat mikołowski – powiat w województwie śląskim, utworzony w 1999 roku w ramach reformy administracyjnej.
Siedzibą powiatu jest miasto Mikołów.
Według danych z 31 grudnia 2023 roku powiat zamieszkiwało 99 812 osób.

## Położenie
Powiat mikołowski położony jest w południowo-zachodniej Polsce na granicy Wyżyny Śląsko-Krakowskiej i Kotliny Oświęcimskiej. Administracyjnie położony w południowo-zachodniej części województwa śląskiego i Górnośląskiego Okręgu Przemysłowego (GOP).
Historycznie teren powiatu leży na Ziemi Pszczyńskiej na Górnym Śląsku.
Powiat sąsiaduje z miastami na prawach powiatu:
- Katowice
- Ruda Śląska
- Tychy
- Żory

oraz powiatami:
- gliwicki, pszczyński, rybnicki

## Historia

Kontekst historyczno-administracyjny

Miejscowości obecnego powiatu do 1954 roku położone były w powiecie pszczyńskim, a następnie do 1975 roku w powiecie tyskim (z wyjątkiem Ornontowic, które w 1960 roku włączono do powiatu rybnickiego).

## Gminy
W skład powiatu wchodzą:

### Gminy miejskie
- Łaziska Górne, Mikołów, Orzesze

### Gminy wiejskie
- Ornontowice, Wyry

## Rada Powiatu
| Komitet wyborczy                        | 2002-2006  | 2006-2010 | 2010-2014 | 2014-2018 | 2018-2024 | 2024-2029 |
| --------------------------------------- | ---------- | --------- | --------- | --------- | --------- | --------- |
| Sojusz Lewicy Demokratycznej            | 4 (SLD-UP) | -         | -         | -         | -         | -         |
| Platforma i Sprawiedliwość              | 2          | -         | -         | -         | -         | -         |
| Forum Samorządowe Razem dla Przyszłości | 2          | 4         | -         | -         | -         | 4         |
| Dla Gminy i Powiatu                     | 7          | 6         | 5         | 4         | 2         | -         |
| Obywatelski Komitet Samorządowy         | 6          | 4         | 5         | 5         | 6         | 4         |
| Prawo i Sprawiedliwość                  | -          | 3         | 2         | 4         | 5         | 5         |
| Platforma Obywatelska                   | -          | 4         | 4         | 4         | 5 (KO)    | 5 (KO)    |
| Forum Samorządowe Powiatu Mikołowskiego | -          | -         | 5         | -         | 1         | -         |
| Gminy Ziemi Mikołowskiej                | -          | -         | -         | 2         | -         | -         |
| Górnośląscy Samorządowcy Lokalni        | -          | -         | -         | -         | 2         | -         |
| Trzecia Droga                           | -          | -         | -         | -         | -         | 3         |

## Demografia
Liczba ludności (dane z 31 grudnia 2010):
|        | Ogółem | Ogółem | Kobiety | Kobiety | Mężczyźni | Mężczyźni |
| osób   | %      | osób   | %       | osób    | %         |           |
| ------ | ------ | ------ | ------- | ------- | --------- | --------- |
| Ogółem | 93 353 | 100    | 47 888  | 51,30   | 45 465    | 48,70     |
| Miasto | 80 613 | 86,35  | 41 450  | 44,40   | 39 163    | 41,95     |
| Wieś   | 12 740 | 13,65  | 6438    | 6,90    | 6302      | 6,75      |

▶Wieś vs ▶miasto
Ogółem (▶k, ▶m)
Miasto (▶k, ▶m)
Wieś (▶k, ▶m)
Ludność w latach:
- 1999 – 92 743
- 2000 – 92 780
- 2001 – 92 567
- 2002 – 90 469
- 2003 – 90 427
- 2004 – 90 675
- 2005 – 90 853
- 2010 – 93 353

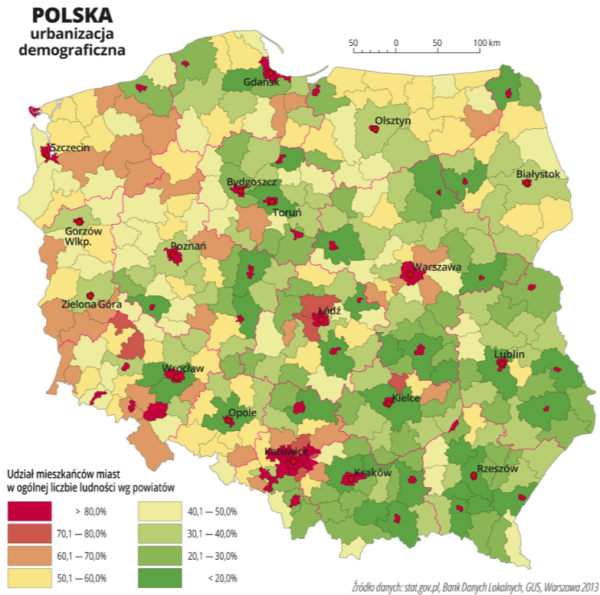
Powiat mikołowski jest powiatem ziemskim z najwyższym % urbanizacji w Polsce

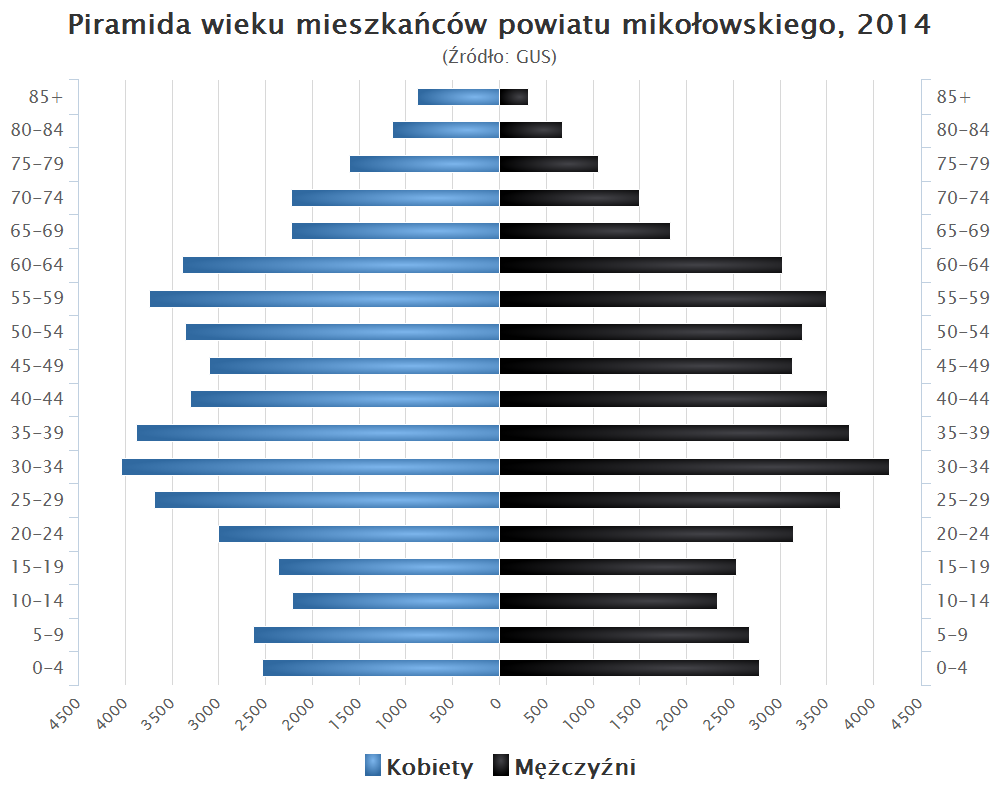
Piramida wieku mieszkańców powiatu mikołowskiego w 2014 roku

Według danych z 31 grudnia 2019 roku powiat zamieszkiwało 98 990 osób. Natomiast według danych z 30 czerwca 2020 roku powiat zamieszkiwało 99 211 osób.